# Попова, Ангелина Константиновна
Ангели́на Константи́новна Попо́ва (род. 21 марта 1998, Чурапча) — российская шашистка (русские и международные шашки), международный мастер.

## Спортивные достижения
Бронзовый призёр Командного чемпионата России по международным шашкам в молниеносной программе 2013 года (в составе сборной Якутии, вместе с Айыыной Собакиной), Кубка России среди женщин по международным шашкам 2013 года. Чемпионка мира среди девушек до 16 лет (2012 год). Чемпионка Европы среди девушек (2015). Входит в сборную Россию (юниорский состав) с 2008 года. Участница международного турнира Thailand Open 2012.
Заняла 4 место на Кубке России по русским шашкам среди женщин 2010 года